# Iglesia de San Pedro Apóstol (Ribatejada)
La iglesia parroquial de San Pedro Apóstol, situada en el municipio de Ribatejada (provincia de Madrid, España), constituye una construcción típica de la zona donde está enclavada, en la que se aprecia una indiscutible influencia toledana. Se trata de un edificio mudéjar del siglo XV construido con hiladas de ladrillo y cajoneras de mampostería, y con cubierta a dos aguas; por tratarse de una construcción de escasa altura, adquiere especial relevancia la torre —situada a los pies del templo, en el lado de la epístola—, por su altura y esbeltez. Sus impostas con motivos de bolas en el primer y tercer cuerpos, hacen pensar que existió una primera torre más baja y antigua que se incrementó en altura con posterioridad, hasta disponer en la actualidad con cuatro cuerpos: Los dos primeros construidos con hiladas de ladrillos y cajoneras de mampostería, el tercero y cuarto (este último cuerpo de campanas añadido en el siglo XVII), construidos a base de hiladas de ladrillos. 
La fachada principal es muy sencilla, con un acceso en arco de medio punto, hoy cegado, sobre el que se abre un vano adintelado enrejado y rematado con una pequeña espadaña. Dispone de un segundo acceso, muy sencillo, por el lado de la epístola, también en arco de medio punto. 
En el interior, el templo presenta una planta rectangular de tres naves separadas por arcos de ladrillo muy simples de perfil apuntado. La cabecera está separada y forma como un espacio aparte flanqueado por una capilla que ha perdido en la actualidad parte de su antiguo exorno barroco. El coro, situado a los pies, en lo alto, se sostiene sobre una estructura de madera con pies derecho y zapatas. El templo, tanto las naves como el presbiterio, se cubre con sencillas techumbres de madera, a dos aguas, de par y nudillo formando artesa con tirantes sostenidos por canes lobulados en la nave central. 
En el presbiterio, oculta por yesos, se aprecia la configuración de una cubierta ochavada en artesa, de la que quedan al descubierto los tirantes pareados sobre canes lobulados. 
La iglesia, mudéjar en su origen, presenta añadidos de otras épocas, siendo este el caso de la capilla del Cristo, de estilo barroco, que se encuentra adosada al edificio originario por el lado izquierdo de la cabecera. 
Finalmente, el templo dispone de una pila de agua bendita, de piedra caliza (120 centímetros, diámetro 60 centímetros), fechada en 1609. 